# 上海交通大学生物医学工程学院
生物医学工程学院是上海交通大学的一个学院，前身为1979年成立的生物医学仪器专业，后为生命科学技术学院生物医学工程系。2011年4月8日该系由生命科学技术学院析出，成立学院。